# Цвиткович, Миленко
Миленко Цвиткович (серб. Миљенко Цвитковић; 18 марта 1914, Сараево — 1 июня 1943, Вучево) — сербский студент, деятель партизанского движения в Югославии, Народный герой Югославии.

## Биография
Родился 18 марта 1914 в Сараево. Окончил школу в Сараево, поступил в Белградский университет, за время учёбы примкнул к революционному движению. С 1937 года состоял в Коммунистической партии Югославии, участвовал в Гражданской войне в Испании в составе Димитровского батальона. После войны интернирован во Францию, в апреле 1940 года бежал из лагеря для военнопленных и вернулся в страну.
Летом 1941 года Миленко примкнул к антифашистскому сопротивлению в Боснии, заняв должность заместителя главы Штаба НОАЮ в Боснийской Краине. В октябре 1941 года возглавил роту 6-й восточнобоснийской бригады, позднее командовал батальоном 1-й маевицкой ударной бригадой. Погиб 1 июня 1943 во время битвы на Сутьеске.
Указом Президиума Народной скупщины СФРЮ от 22 июля 1949 посмертно награждён званием Народного героя.